# Thalictrum revolutum
Thalictrum revolutum är en ranunkelväxtart som beskrevs av Dc.. Thalictrum revolutum ingår i släktet rutor, och familjen ranunkelväxter. Inga underarter finns listade i Catalogue of Life.